# Il Giorno dei Ragazzi
Il Giorno dei Ragazzi è stato una pubblicazione settimanale a fumetti nata inizialmente come supplemento del giovedì al quotidiano Il Giorno; venne edito per 591 numeri dal 28 marzo 1957 al 19 dicembre 1968. Venne ideata e diretta da Andrea Lavezzolo che aveva già ideato una famosa pagina dedicata ai fumetti sul quotidiano Il Giorno che fece conoscere a un vasto pubblico famose serie come Superman, Tarzan, Jane, l'Agente X 9; il supplemento settimanale rinnovò il mondo dei fumetti dell'epoca proponendo produzioni estere come Dan Dare e Jeff Arnold ma anche italiane come di Cocco Bill di Benito Jacovitti.

## Storia editoriale
All'interno del quotidiano Il Giorno veniva dedicata una pagina alla pubblicazione di strisce a fumetti, su imitazione dei giornali americani. Visto il successo riscontrato, l'editore del giornale, Cino Del Duca, decise di realizzare una pubblicazione destinata esclusivamente ai fumetti, come supplemento del quotidiano, tradizione anche questa che aveva mutuata dall'editoria americana. La nuova rivista nacque inizialmente come supplemento inserto gratuito allegato al giornale e venne pubblicato ogni giovedì dal 1956 al 1968.
Nacque su ispirazione del settimanale inglese Eagle, di cui riprese l'impostazione grafica e del quale pubblicò alcuni degli autori principali, con l'aggiunta di storie di fumettisti italiani come Benito Jacovitti che fu presente per quasi tutta la vita editoriale del settimanale pubblicando fra gli altri le serie di Gionni Galassia e Tom Ficcanaso. Fra le altre serie ci furono il fantascientifico Dan Dare di Frank Hampson, presente per sei anni consecutivi, il western Jeff Arnold di Frank Humphris, Luck il Sergente della legione straniera di Geoffrey Bond e Martin Aitchison ma anche Poldo e Poldino di Andrea Lavezzolo e Giuseppe Perego.
Per i primi sei anni del settimanale fu pubblicato in grande formato, con 16 pagine e circa otto storie di sei personaggi diversi solitamente illustrate a colori, più alcune strisce comiche, che furono interrotte dopo i primi due anni a favore delle tavole. Oltre ai fumetti presentava rubriche sportive, di cinema, di attualità, scientifiche, tra cui una enciclopedia degli animali illustrata, racconti non illustrati e la serie illustrata di Vite di Personaggi Storici.
Dal 1964  l'impostazione venne modificata a seguito della crisi della rivista Eagle in UK e anche, nel 1966, al mancato rinnovo del contratto con la testata inglese. il numero di pagine fu ridotto a 12, di cui solo tre a colori, di cui una utilizzata per la pubblicità; il numero delle storie a fumetti scese sempre più arrivando a sole quattro l'anno successivo. Con questo terminarono anche le storie disegnate da Jeff Arnold e quelle del personaggio Kid Tempesta a favore di una serie di Classici Illustrati in bianco e nero disegnati da Jesús Blasco. Lo spazio riservato a Jacovitti rimase immutato, con il racconto fisso di Cocco Bill e quello di Tom Ficcanaso. Con il n. 48 si interrompe il legame con Eagle. Gli ultimi due anni segneranno il passaggio al formato de Il Giorno e a materiale di varia provenienza, francese, italiano e americano, con la costante presenza di Cocco Bill.
Durante il 1967 pubblica materiale francese e americano del King Features Syndicate, senza però riuscire a ritrovare il successo dei primi anni. Questa formula durò per tutto il 1967 e fino a parte del 1968, anno in cui terminò la pubblicazione di inediti di Jacovitti, dei cui lavori vennero presentate solo ristampe. Nei due ultimi anni Bruno Bozzetto presentò West and Soda e Vip - Mio fratello superuomo.
Nel 1993 la testata risorse per un foglio di quattro pagine nel formato originale, ma di sole quattro pagine e durato solo 11 numeri, su cui come unici fumetti apparvero alcune tavole di Martin Mystère e una striscia comica.

## Autori

### Italiani
- Benito Jacovitti (Cocco Bill, Tom Ficcanaso, Gionni Galassia, Gamba di quaglia, Baby Rocket, Microciccio Spaccavento e altri)
- Andrea Lavezzolo e Giuseppe Perego (Poldo e Poldino)
- Nevio Zeccara (Willy West, Kriss Boyd e altri)
- Pier Carpi, Michele Gazzarri e Sergio Zaniboni (I Naufraghi)
- Bruno Bozzetto (West and Soda, Vip - Mio fratello superuomo)
- Stan Drake (Juliet Jones)

### Autori della Eagle
- Frank Hampson e Frank Bellamy (Dan Dare)
- Frank Humphris (Jeff Arnold)
- Geoffrey Bond e Martin Aitkison  (Luck il sergente della legione straniera)
- Jean Roba (Bull e Bill)